# Huamantla (gemeente)
Huamantla is een gemeente in de Mexicaanse deelstaat Tlaxcala. De hoofdplaats van Huamantla is Huamantla. De gemeente Huamantla heeft een oppervlakte van 354,3 km², oftewel 8,73% van de oppervlakte van de staat Tlaxcala.
De gemeente heeft 77.076 inwoners (census 2005). Daarvan spreekt slecht 0,3% een indiaanse taal, voornamelijk Nahuatl.
Acuamanala de Miguel Hidalgo · Altzayanca · Amaxac de Guerrero · Apetatitlán de Antonio Carvajal · Apizaco · Atlangatepec · Benito Juárez · Calpulalpan · Chiautempan · Contla de Juan Cuamatzi · Cuapiaxtla · Cuaxomulco · El Carmen Tequexquitla · Emiliano Zapata · Españita · Huamantla · Hueyotlipan · Ixtacuixtla de Mariano Matamoros · Ixtenco · La Magdalena Tlaltelulco · Lázaro Cárdenas · Mazatecochco de José María Morelos · Muñoz de Domingo Arenas · Nanacamilpa de Mariano Arista · Nativitas · Panotla · Papalotla de Xicohtencatl · Sanctorum de Lázaro Cárdenas · San Damián Texoloc · San Francisco Tetlanohcan · San Jerónimo Zacualpan · San José Teacalco · San Juan Huactzinco · San Lorenzo Axocomanitla · San Lucas Tecopilco · San Pablo del Monte · Santa Ana Nopalucan · Santa Apolonia Teacalco · Santa Catarina Ayometla · Santa Cruz Quilehtla · Santa Cruz Tlaxcala · Santa Isabel Xiloxoxtla · Tenancingo · Teolocholco · Tepetitla de Lardizabal · Tepeyanco · Terrenate · Tetla de la Solidaridad · Tetlatlahuca · Tlaxcala · Tlaxco · Tocatlán · Totolac · Tzompantepec · Xaloztoc · Xaltocan · Xicohtzinco · Yauhquemecan · Zacatelco · Zitlaltepec de Trinidad Sánchez Santos